# Кожанов, Алексей Сергеевич
Алексей Сергеевич Кожанов — советский хозяйственный деятель, Герой Социалистического Труда.

## Биография
Родился в 1927 году на территории современной Орловской области. Член КПСС.
В 1944—1987 гг. — горнорабочий-участник восстановления разрушенных и затопленных шахт в городе Чистякове, горнорабочий очистного забоя (ГРОЗ) шахты № 27 треста «Чистяковантрацит», бригадир горнорабочих очистного забоя шахты № 27, шахты «Миусская» комбината «Торезантрацит» Министерства угольной промышленности Украинской ССР.
Указом Президиума Верховного Совета СССР от 30 марта 1971 года присвоено звание Героя Социалистического Труда с вручением ордена Ленина и золотой медали «Серп и Молот».
Делегат XXIV съезда КПСС.
Жил в Торезе.